# Repose-pouce

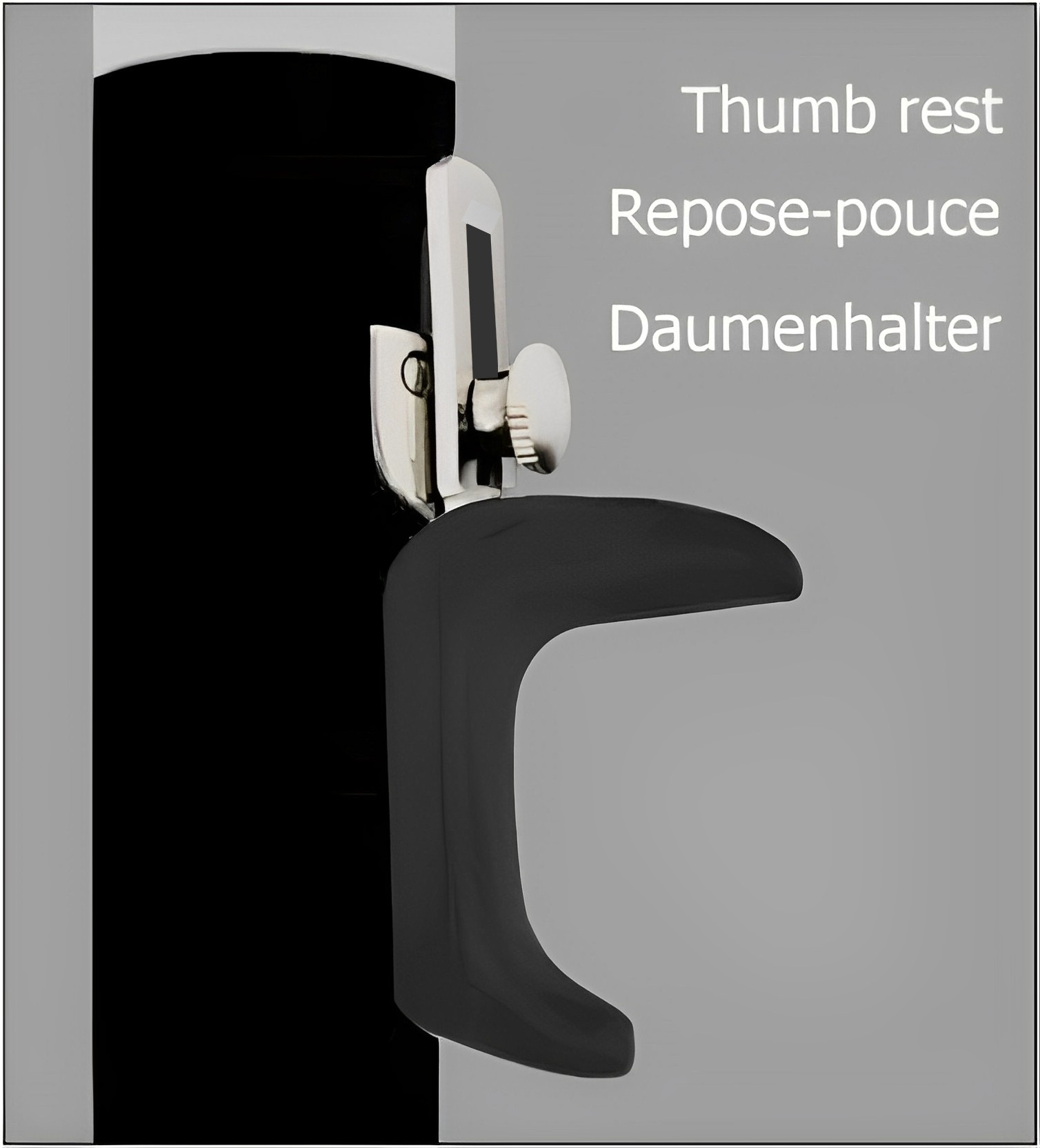
Repose-pouce ajustable en hauteur pour clarinette avec protection en caoutchouc

Un repose-pouce ou support de pouce est un dispositif pour aider l'intrumentiste à tenir en bonne position un instrument à vent et à faciliter son jeu (embouchure, posture, doigtés).

## Historique
Historiquement, les instruments à vent de la famille des bois sont fabriqués dans des essences de bois comme le buis, le bois d'arbre fruitier... et  étaient relativement compacts et légers; ils ne disposaient pas de repose-pouce; seuls quelques modèles d'exception en disposaient. Le besoin est apparu avec l'augmentation du nombre de clefs des instruments à vent durant le XIXe siècle et le changement d'essence de bois vers des essences exotiques (ébène du Mozambique...) alourdissant les instruments à vent.
À partir de 1830, l'accroissement significatif du poids de l'instrument lié à la densité de l'ébène et au nombre accru de clés nécessitera l'usage d'un repose-pouce taillé dans la masse ou vissé sur le corps du bas des clarinettes, jusqu'alors d'usage confidentiel et réservé aux clarinettes en buis de qualité. 
L'emploi du repose-pouce a d'abord émergé en Allemagne et en Angleterre, bien qu'Iwan Müller proposait déjà un repose-pouce vissé avec sa clarinette à 13 clefs (1809). Hyacinthe Klosé généralisera plus tard son emploi en France avec la clarinette système Boehm 17 clés-6 anneaux en ébène au moyen de sa méthode complète de clarinette vers 1860.
Les instruments fabriqués en laiton comme le saxophone dispose d'un repose-pouce dès leur création en 1849. Le saxophone modèle Mark VI de la maison Henri Selmer Paris qui révolutionne l'ergonomie de cet instrument à sa sortie en 1954 dispose d'un support de pouce réglable en plastique ou en métal. 
À partir des années 1980, le repose-pouce a évolué et est devenu réglable sur les clarinettes avec les innovations apportées par la maison Buffet-Crampon puis s'est étendu aux autres instruments.
La face du repose-pouce en contact avec le doigt est généralement équipée d'une pastille collée en liège ou en caoutchouc pour protéger ce dernier. Certains musiciens produisent un cal dans cette zone de contact.

## Repose-pouce et troubles musculosquelettiques
Pour répondre à des besoins de troubles musculosquelettiques (e.g. douleurs chroniques), il existe désormais des repose-pouces ergonomiques qui répartissent le poids de l'instrument sur le poignet ou le pouce.
Certains repose-pouces sont dotés d'un anneau permettant d'utiliser un cordon afin  d'alléger la charge exercée sur le pouce.

## Cas du fagott
En lieu et place d'un repose-pouce, les bassonistes utilisent un repose-main pour le fagott allemand (système Heckel). Le basson français n'en emploie pas.

## Galerie

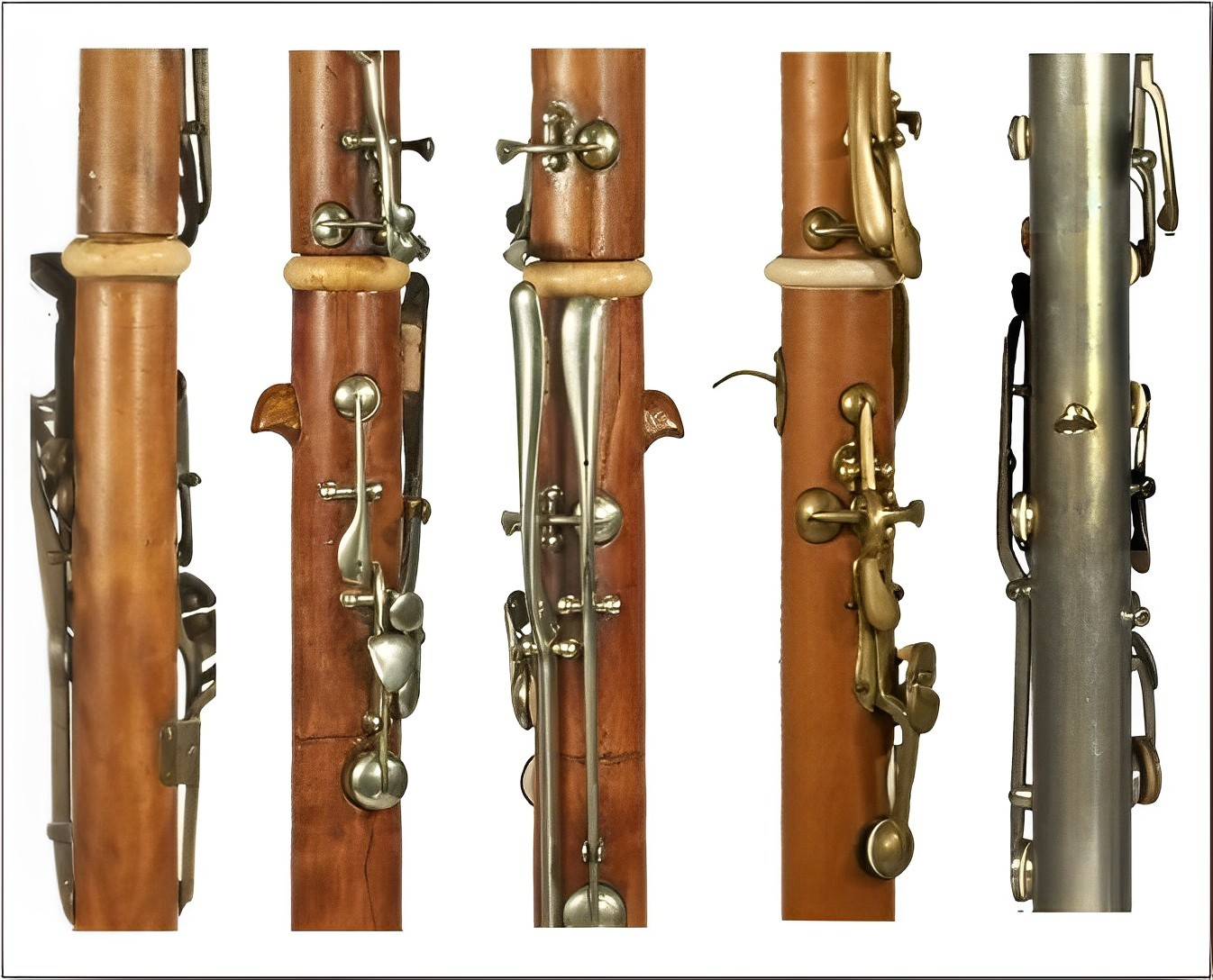
Différents modèles de repose-pouces de clarinette ancienne : sans (à gauche), en bois, en métal
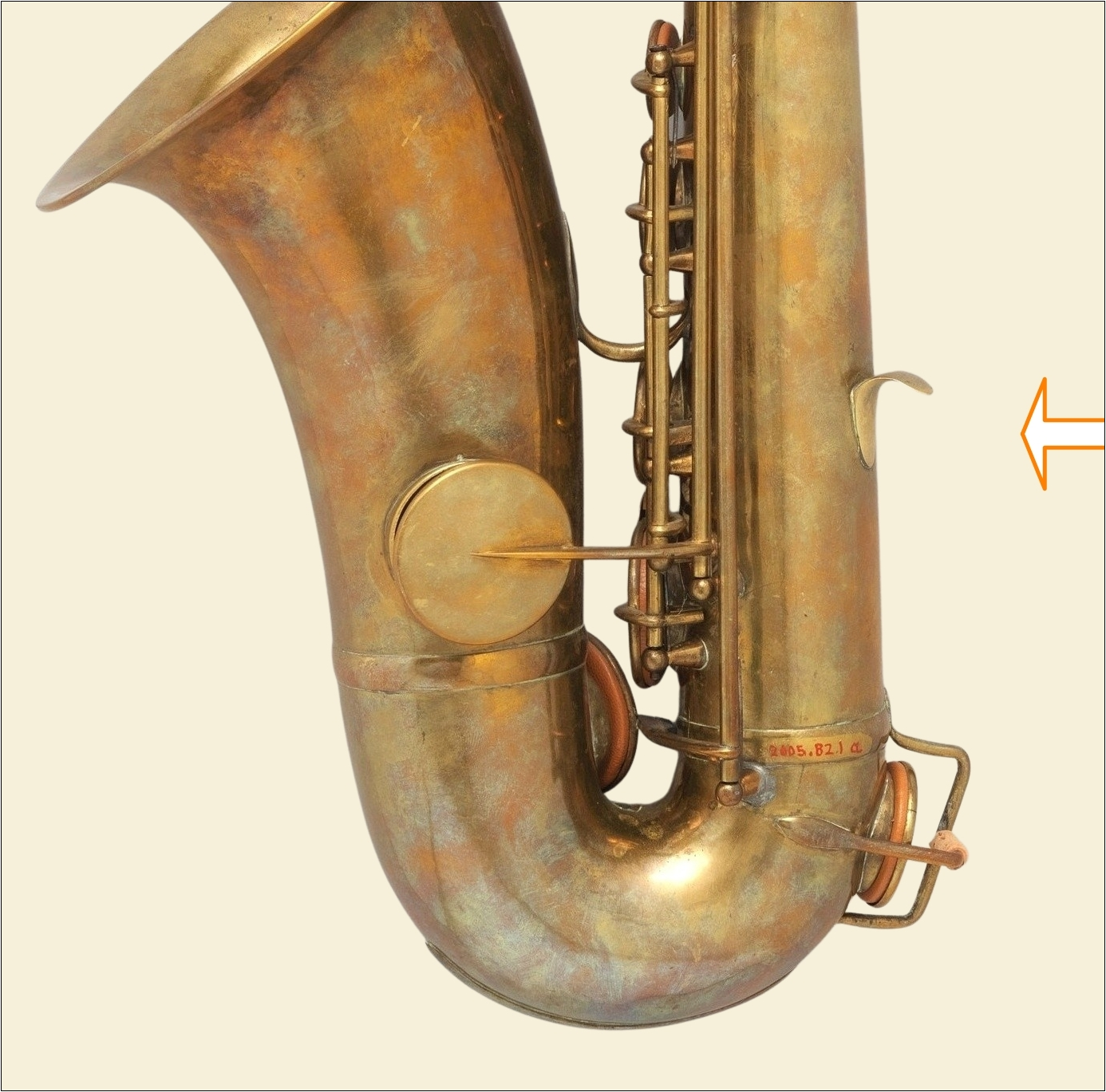
Saxophone alto Adolphe Sax équipé d'un repose-pouce (1855).
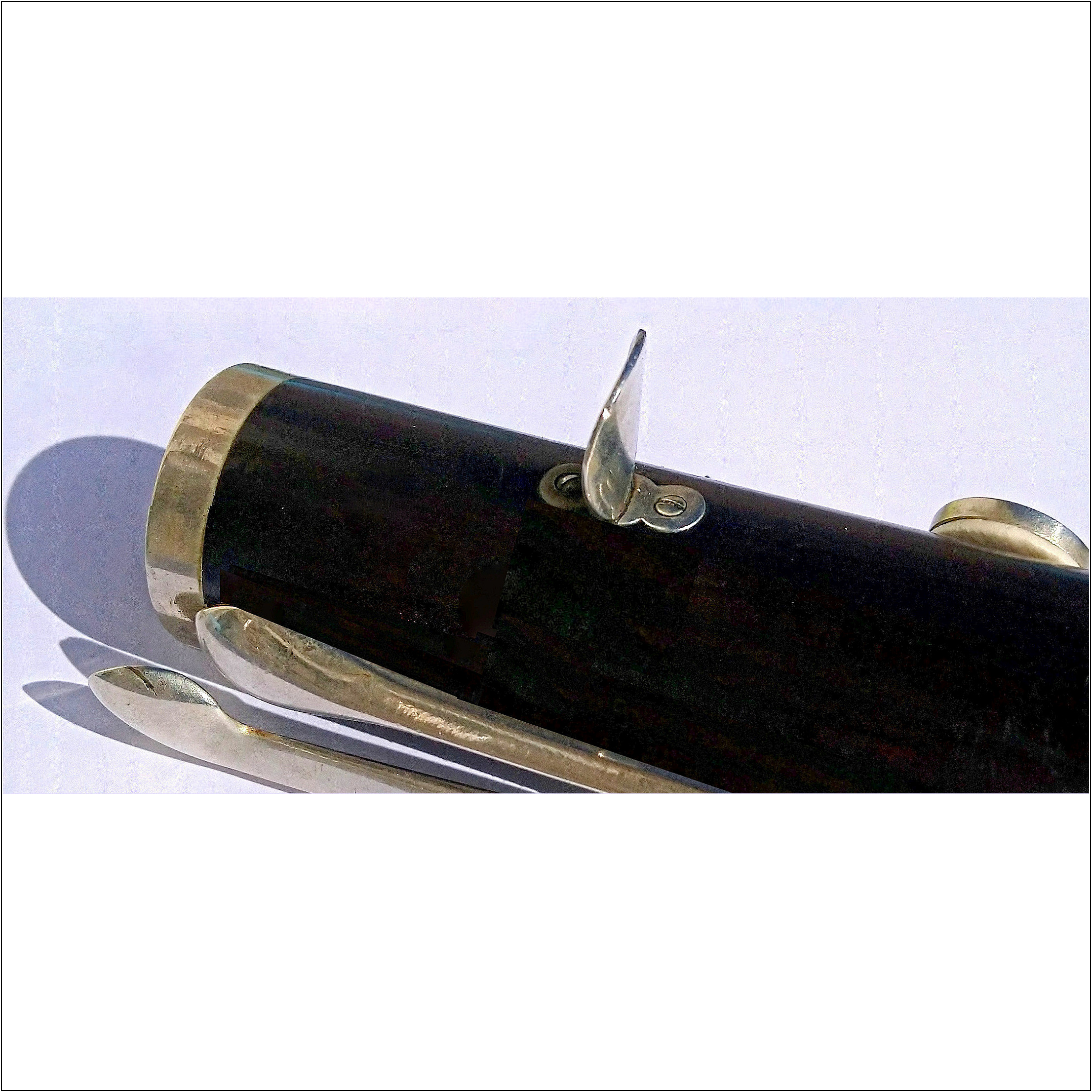
Repose-pouce vissé en maillechort d'une clarinette système Albert (ca. 1900).
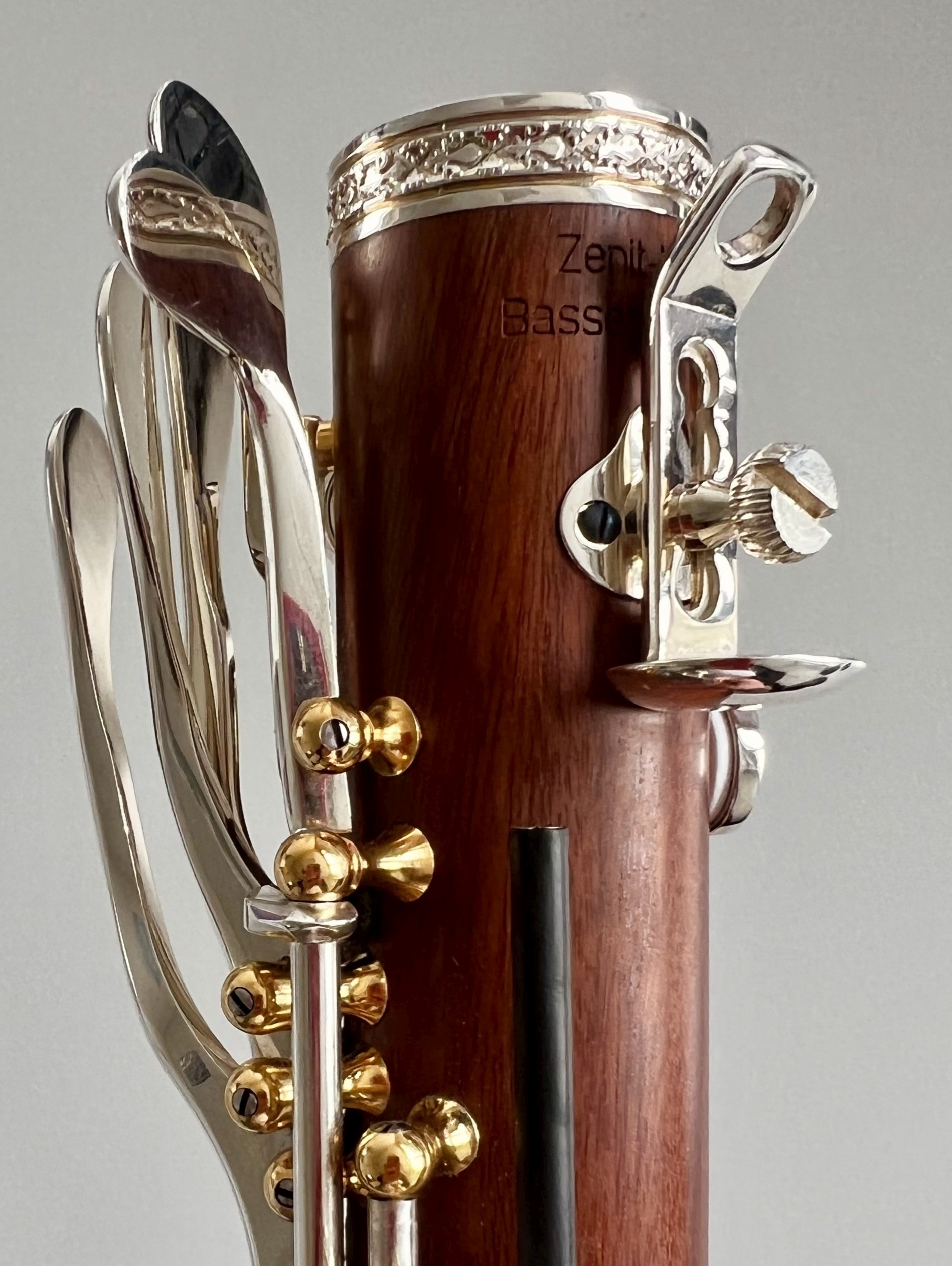
Repose-pouce réglable avec anneau pour cordon d'une clarinette de basset
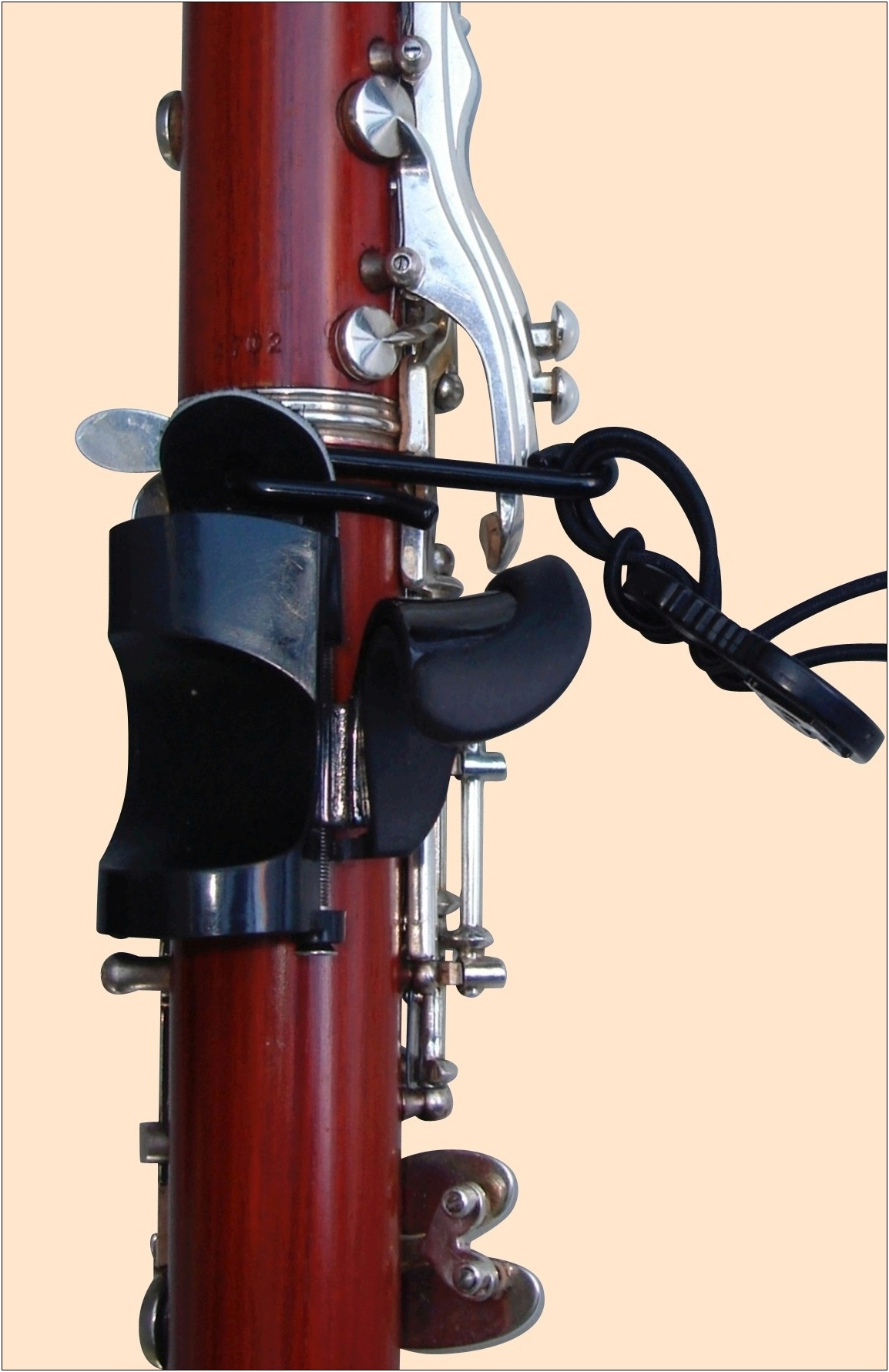
Repose-pouce ergonomique modèle Étude de Ton Kooiman avec un cordon.
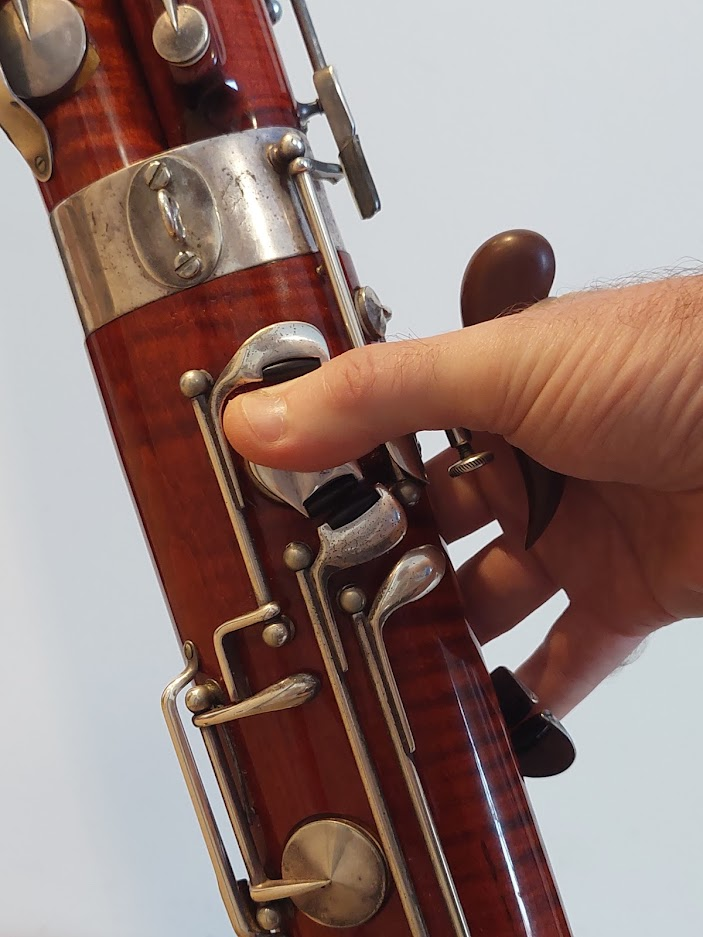
Repose-main d'un fagott en position de jeu.
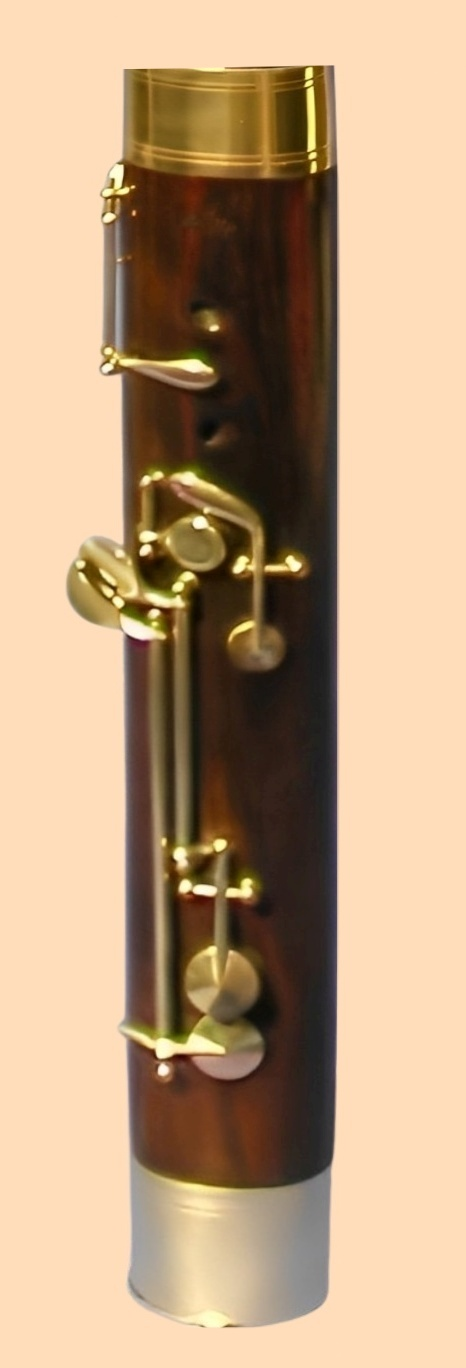
Basson français sans repose-main